# جاكريت بونخام
جاكريت بونخام (7 ديسمبر 1982 في تايلاند - ) هو لاعب كرة قدم تايلندي في مركز الوسط. شارك مع منتخب تايلاند لكرة القدم. أما مع النوادي، فقد لعب مع نادي بوليس تيرو وJumpasri United F.C. ‏ ونادي بورت وSuphanburi F.C. ‏.

## روابط خارجية
- جاكريت بونخام على موقع قاعدة بيانات كرة القدم.إي يو (الإنجليزية)
- جاكريت بونخام على موقع Soccerway.com (الإنجليزية)